# HC Baník Karviná
Der Handball Club Baník Karviná ist ein tschechischer Handballverein aus Karviná.

## Geschichte
Der Verein wurde 1955 gegründet und konnte in der Tschechoslowakei bei den Männern 1968 und 1972 die Meisterschaft sowie 1990 den Pokal gewinnen. In Tschechien blieb die Mannschaft in den ersten Jahren ohne Titel. Als zwischen den Jahren 2000 und 2005 eine gemeinsame Liga mit der Slowakei ausgetragen wurde, gewann man als bestplatzierte tschechische Mannschaft vier Meisterschaften. In der Folge entwickelte sich Karviná zum erfolgreichsten Verein des Landes und ist mit 13 Meisterschaften Rekordhalter.
International nahm die Mannschaft erstmals nach dem zweiten Titelgewinn am Europapokal der Landesmeister 1972/73 teil, wobei man in der zweiten Runde am RK Bjelovar aus Jugoslawien scheiterte. In den 1990er Jahren nahm man am Euro-City-Cup, am Europapokal der Pokalsieger und am EHF-Pokal teil. Im EHF-Pokal 1997/98 und im EHF-Pokal 1998/99 erreichte man das Viertelfinale. Nach den Meisterschaftsgewinnen nahm man mehrfach an der EHF Champions League teil, kam dabei aber nie über die Gruppenphase hinaus. In der EHF Champions League 2006/07 kassierte man bei der 26:50-Heimniederlage gegen den späteren Sieger THW Kiel als bisher einziger Teilnehmer in der Königsklasse 50 Gegentore. In den 2020er Jahren nahm man viermal am drittklassigen EHF European Cup teil. In der Saison 2024/25 beantragte der Verein ein Upgrade für die höherklassige EHF European League, wobei man dort in der Gruppenphase ausschied.

## Bekannte Persönlichkeiten
- Rostislav Baďura
- František Brůna
- Michal Brůna
- Luděk Drobek
- Roman Farár
- Martin Galia
- Kamil Heinz
- Tomáš Heinz
- Richard Hladký
- Pavel Horák
- David Juříček
- Arnošt Klimčík
- Tomáš Laclavik
- Václav Lanča
- Nemanja Marjanović
- Tomáš Mrkva
- Vojtěch Patzel
- Martin Prachař
- Pavel Prokopec
- Miloš Putera
- Alexander Radčenko
- Miloš Slabý
- Jan Sobol
- Dominik Solák
- Pavel Stefan
- Ondřej Šulc
- Jakub Szymanski
- Marek Vančo
- Ondřej Zdráhala